# 캐비닛 (파일 포맷)
캐비닛(Cabinet)은 컴퓨팅에서 마이크로소프트 윈도우 네이티브 파일 압축 포맷이다. 파일 확장자는 CAB이다. 압축 및 디지털 신호를 지원하며 윈도우 인스톨러 등의 다양한 마이크로소프트 설치 엔진에서 쓰인다.
CAB 파일 확장자는 수많은 설치 프로그램에서도 사용된다. (인스톨실드 등)